# Història de la comunitat jueva a Palestina
La història de la comunitat jueva a Palestina és el conjunt dels esdeveniments que es remunten al territori històric del pròxim orient comprès entre el mar Mediterrani i el Jordà, on actualment es troben l'estat d'Israel i els Territoris Palestins.
Aquesta comença amb els anomenats "Fills d'Israel", més coneguts com a hebreus, que es van assentar a la terra de Palestina. Els israelites atribuïen el seu llinatge al patriarca bíblic Abraham, a través d'Isaac i Jacob. Segons la tradició jueva, els israelites descendeixen dels dotze fills de Jacob, els quals es van establir a Egipte. Els descendents d'aquests dotze fills van constituir les dotze tribus d'Israel i van ser esclavitzats per un faraó. Així, el suposat èxode dels israelites d'Egipte cap a Canaan, conduïts per Moisès, va donar lloc a la seva consolidació com a poble d'Israel.

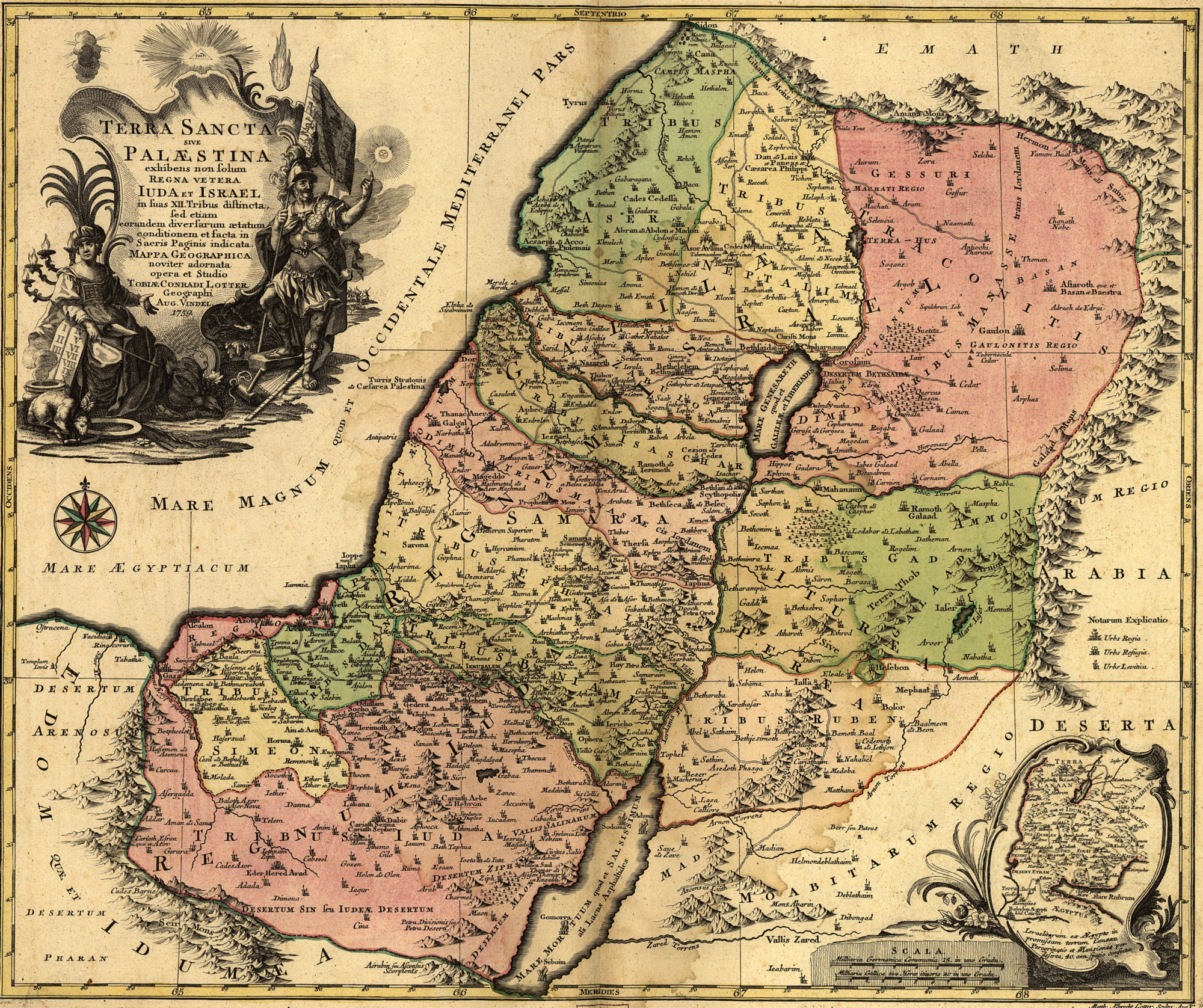
Representació dels territoris de les tribus d'Israel (mapa de 1759)

## Naixement del judaisme i regnes d'Israel i Judà (1400-586 aC)

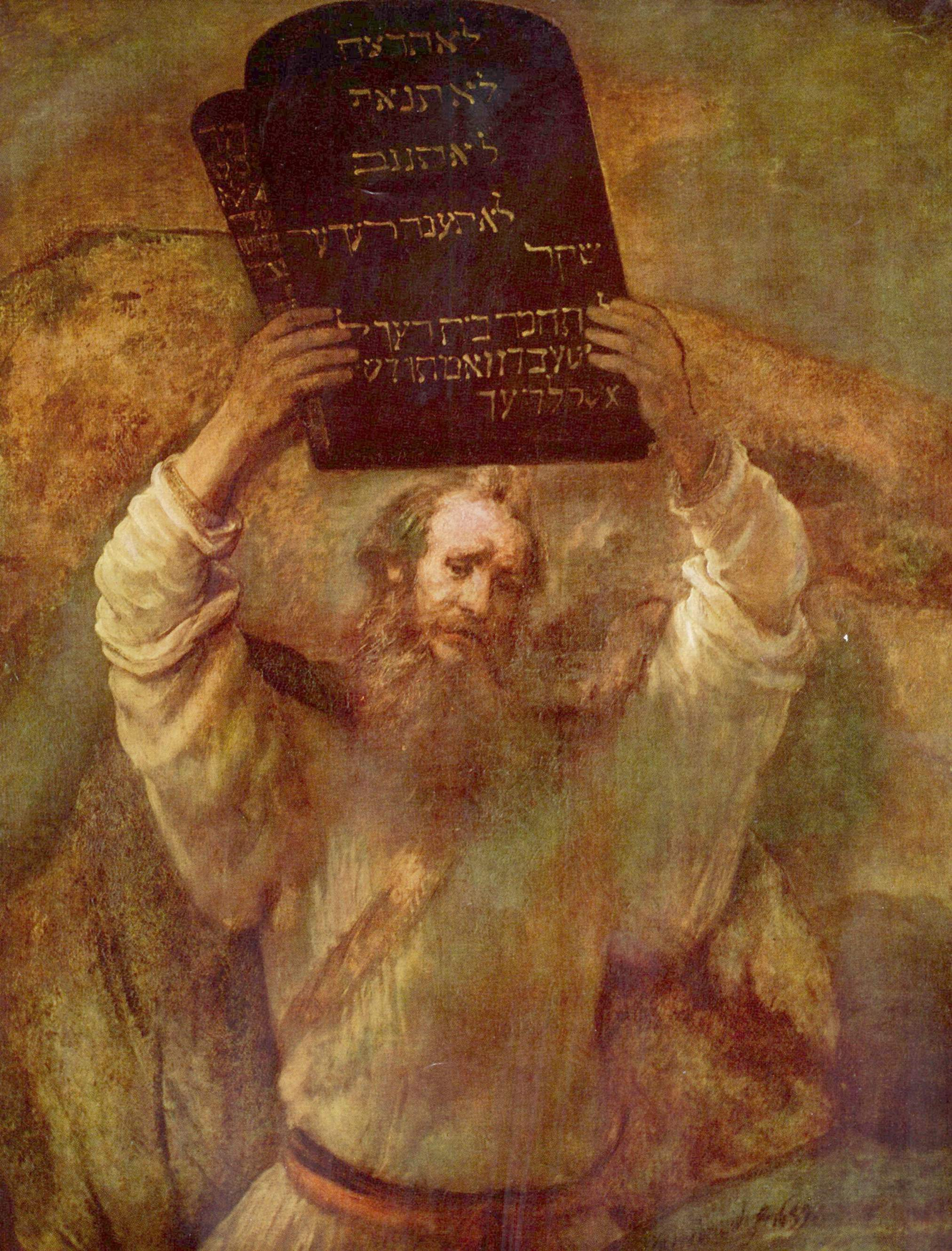
Moisès amb les Taules de la Llei. Pintura de Rembrandt, 1659.

Regnes d'Israel i Judà en 928 aC

La manifestació dels israelites entesos com a poble descendent d'Israel va començar en algun moment del període patriarcal a la Terra d'Israel, cap a 1800 aC, mentre que un regne independent va emergir entorn de 1050 aC Segons la tradició bíblica, el poble jueu es va originar a partir de tres patriarques: Abraham, Isaac i Jacob. Jacob va rebre el nom d'Israel i més endavant la terra del poble jueu va ser anomenada com ell. Jacob va tenir dotze fills, cadascun dels quals va anar pare de les tribus d'Israel. Leví i els seus van formar la tribu de Leví i d'ella descendeixen els sacerdots d'Israel. Arran d'una sequera, els descendents de Jacob es van establir a Goshen, Antic Egipte i més tard van ser esclavitzats pels egipcis. Després d'escapar de l'esclavitud sota el lideratge de Moisès després de quaranta anys de vagar pel desert, els israelites van tornar a la regió de Canaan, que va ser conquistada sota el comandament de Josuè, juntament amb la regió de Galaad, i van dividir després el territori entre les dotze tribus israelites. Durant el període inicial, la unitat de les dotze tribus va ser preservada i conduïda per una sèrie de governants coneguts com a jutges. Després d'aquest període, una monarquia israelita unificada va ser establerta sota el rei Saül i va ser coneguda com a Regne d'Israel. Després de la mort de Salomó el 928 aC, es va produir la divisió del territori israelita, emergint llavors els regnes hebreus d'Israel, compost per deu de les tribus israelites, i al Regne de Judà, composta per les tribus de Judà i Benjamí. Al primer, emplaçat a la secció nord del territori va continuar anomenant-lo Regne d'Israel; al segon, que constituïa la secció sud del territori, fou denominat Regne de Judà. El regne d'Israel va ser derrotat pels assiris (722 aC); el regne de Judà va ser envaït pels babilonis i va conduir a gran part dels seus habitants a l'exili (586 aC).

## Exili a Babilònia i tornada a Sió (586-537 aC)

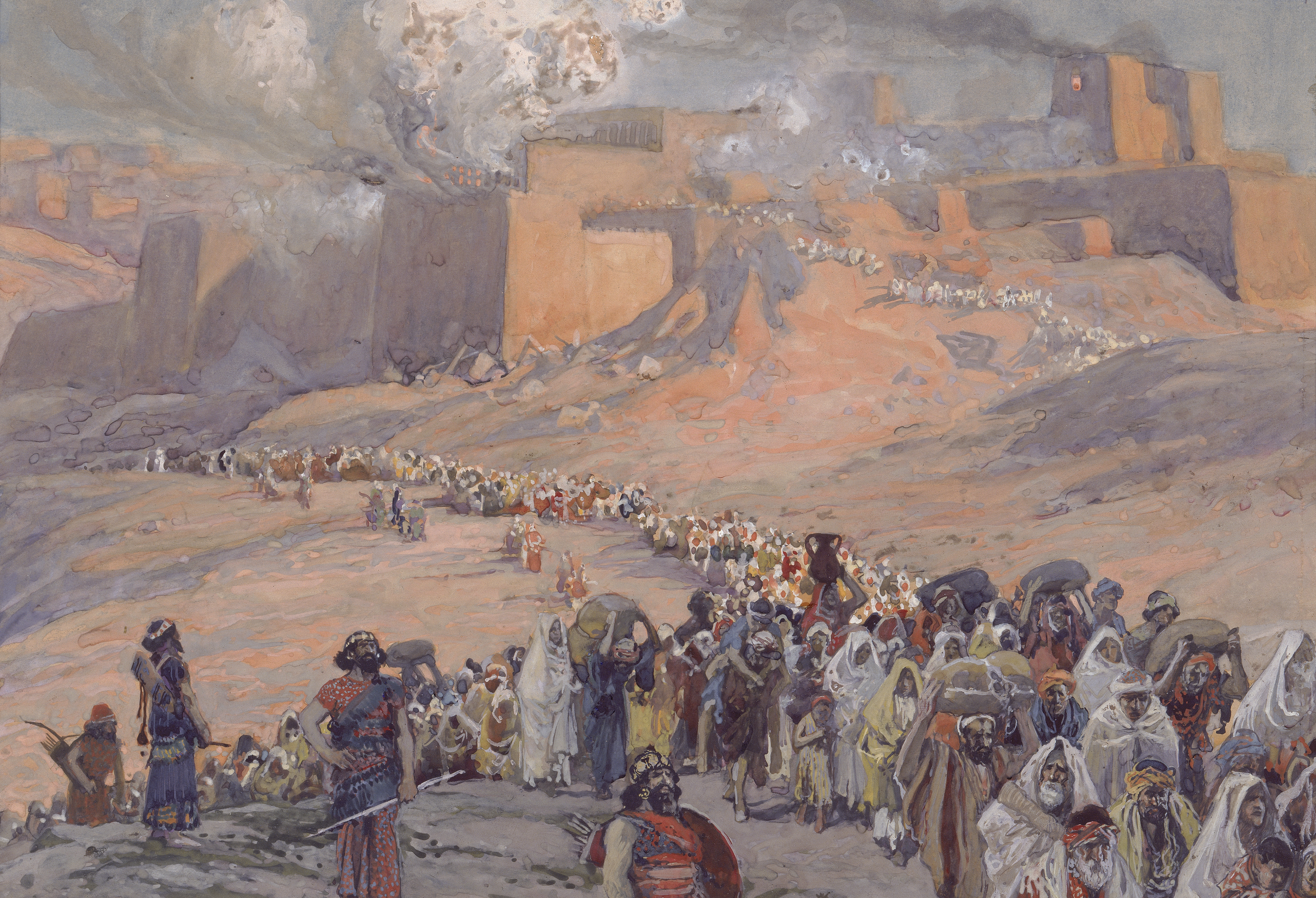
Deportació i exili dels jueus del Regne de Judà cap a Babilònia, després de la destrucció de Jerusalem i el Temple de Salomó.

L'exèrcit de Babilònia, sota el comandament de Nebuzaradan, també anomenat 'cap botxí' per la Bíblia, havia destruït el primer temple a Jerusalem. El rei de Judà, Sedecies, es va veure obligat a veure morir als seus dos fills i, subseqüentment, els seus propis ulls es van apagar i va ser exiliat a Babilònia. La població pertanyent a les classes mitjana i alta va ser deportada juntament amb el rei Sedecies, mentre que al Regne de Judà s'hi van quedar només els pobres.
Els jueus en Babilònia mai van perdre l'esperança de tornar a Jerusalem, així com tampoc la seva fe en la salvació. Algunes dècades més tard, l'any 538 aC, als jueus en Babilònia se'ls va permetre tornar a la Terra d'Israel, a causa del decret de Cir el Gran, el governador de l'Imperi Persa que havia conquistat la regió i va concedir als Jueus el dret d'adorar al seu Déu a Jerusalem, en una certa forma d'autonomia. Al voltant de 50.000 habitants de Judea, dirigits per Zorobabel va tornar a la Terra d'Israel i va construir el Segon Temple de Jerusalem,després del decret de Cir el Gran, mentre que alguns es van quedar a Babilònia. Un segon grup de 5.000 homes, dirigit per Esdres i Nehemies, va tornar a Judea l'any 456 abans de Crist.
Sota el domini i protecció persa, els repatriats es van assentar en el que es coneix com a Yehud Medinata. Yehud i posteriorment Judea va ser un poble jueu que es governava sota el poder de l'Imperi Persa, i que incloïa una petita porció de territori de la Terra d'Israel que contenia Jerusalem i la Judea, que fins i tot es va arribar a emetre la seva pròpia moneda de plata amb inscripcions de les tres lletres "Yehudeses". L'autonomia de Yehud Medinata ha sabut inspirar a la generació futura dels jueus, la seva noció de la pròpia identitat nacional i les aspiracions, la necessitat de finalitzar gairebé 2000 anys d'exili des del captiveri a Babilònia i la de començar l'Aliya a la Terra d'Israel. L'antic nom de Yehud Medinata també s'assembla al nom de la moderna hebrea Medinat Yisrael (l'Estat d'Israel).
El 333 aC Alexandre Magne va derrotar Pèrsia i va conquistar Judea i, posteriorment, en algun moment, la primera traducció de la Bíblia hebrea (la Septuaginta) es va iniciar a Alexandria. Després de la mort d'Alexandre, els seus generals es van disputar el territori que havia conquistat. Israel es va convertir en la frontera entre l'Imperi Selèucida i l'Egipte ptolemaic, arribant a ser part de l'imperi selèucida.

## Sota el govern grec (332-167 aC)
L'any 332 aC els perses van ser derrotats per Alexandre Magne. Quan aquest va morir, el seu imperi es va dividir entre els seus generals, formant el regne seleucida a l'àrea geogràfica del poble d'Israel. Durant aquest temps els corrents del judeisme van ser influenciats per la filosofia hel·lenística desenvolupada des del segle iii aC., en particular, la diàspora jueva d'Alexandria, que va culminar en la compilació de la Septuaginta. Un important defensor de la simbiosi de la teologia jueva i el pensament hel·lenístic és Filó d'Alexandria.

## Regne asmoneu (167-37 aC)
Una deterioració de les relacions entre els jueus hel·lènics i jueus religiosos va portar al rei selèucida, Antíoc IV Epífanes, a imposar decrets que prohibíssin determinats ritus religiosos i tradicions jueves. En conseqüència, els jueus ortodoxos es van rebel·lar sota el lideratge de la família asmonea, (també coneguts com a macabeus). La subsegüent Revolta Macabea(167 aC) va començar potenciada per la caiguda constant de l'imperi selèucida sota atacs de les potències emergents de la República Romana i l'Imperi Part. Els macabeus van aixecar al poble i van aconseguir la independència. Eren els fills del sacerdot Mataties, qui va prendre la metxa en negar-se a adorar als déus grecs. La família va fugir a les muntanyes, des d'on Judes Macabeu va tornar amb un exèrcit de jueus dissidents aconseguint la victòria, restablint els serveis tradicionals jueus del temple i nomenant Jonathan Macabeu com a summe sacerdot.
El 142 aC Simó Macabeu, l'últim fill de Mataties, va ascendir al poder. Aquest mateix any Demetri II de Síria va garantir als jueus la independència política completa, i Simó, summe sacerdot i comandant dels exèrcits jueus, va governar fins a l'any 135 aC, quan va ser assassinat. El seu fill Joan Hircà va fundar la dinastia asmonea. No obstant això, el mateix buit de poder que li va permetre a l'Estat jueu ser reconegut pel Senat romà c. 139 aC va ser explotat després pels mateixos romans. Hircà II i Aristòbul II, es van convertir en peons en una guerra de poder entre Juli Cèsar i Pompeu el Gran, que va acabar amb el regne sota la supervisió del governador romà de Síria (64 aC). La mort de Pompeu (48 aC), Cèsar (44 aC), i les corresponents guerres civils romanes van relaxar el cabreig de Roma cap a Israel, la qual cosa va permetre un breu ressorgiment asmoneu recolzat per l'Imperi Part. Aquesta independència va ser aixafada ràpidament pels romans sota la responsabilitat de Marc Antoni i Octavi. La instal·lació d'Herodes el Gran com a Rei d'Israel en condició de rei jueu titella(actualment anomenat rei jueu) el 37 aC va posar fi a la dinastia dels asmoneus.

## Dominació romana (37 aC-324 dC)

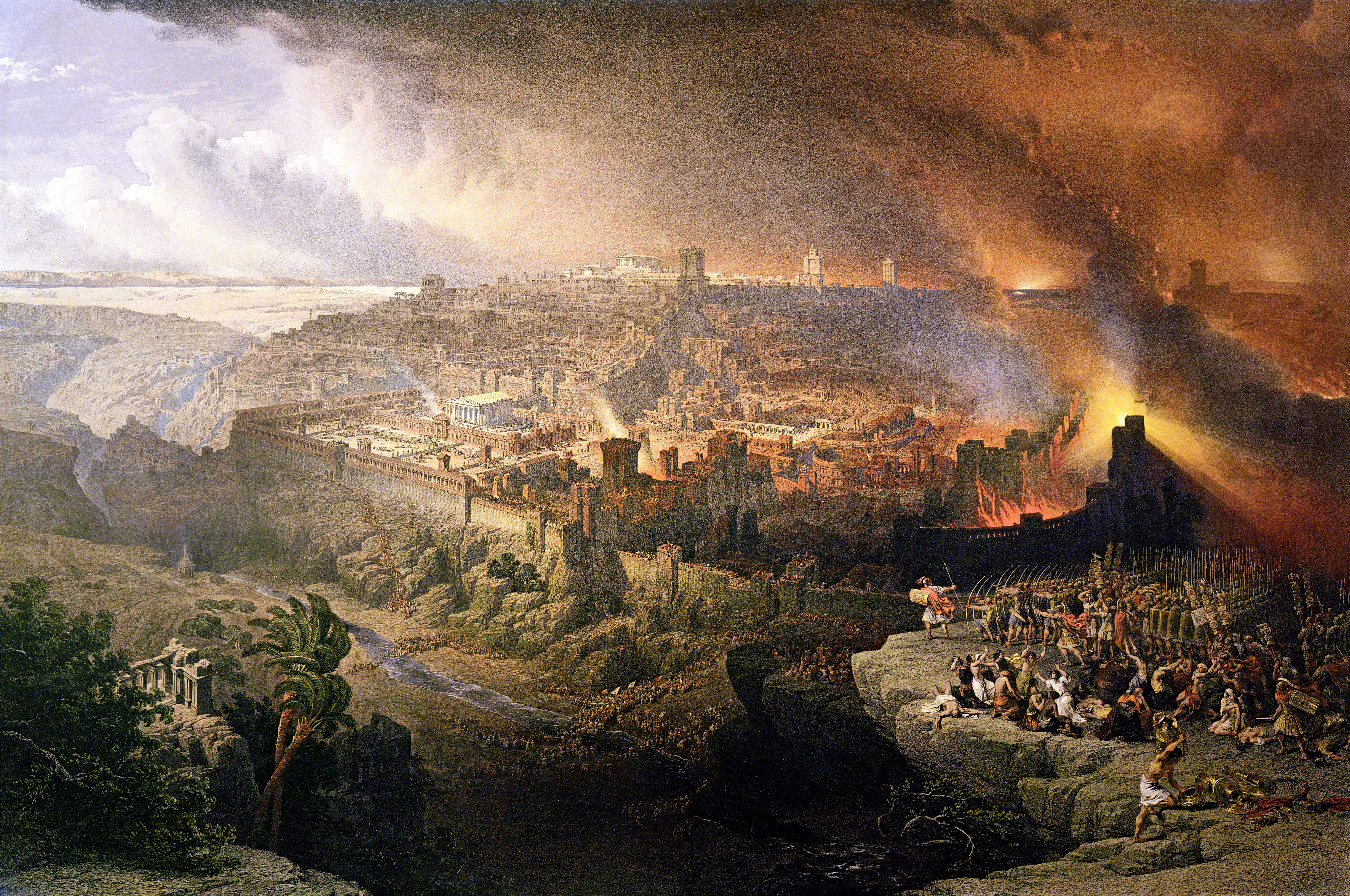
Setge i Destrucció de Jerusalem pels romans (1850 pintura de David Roberts)

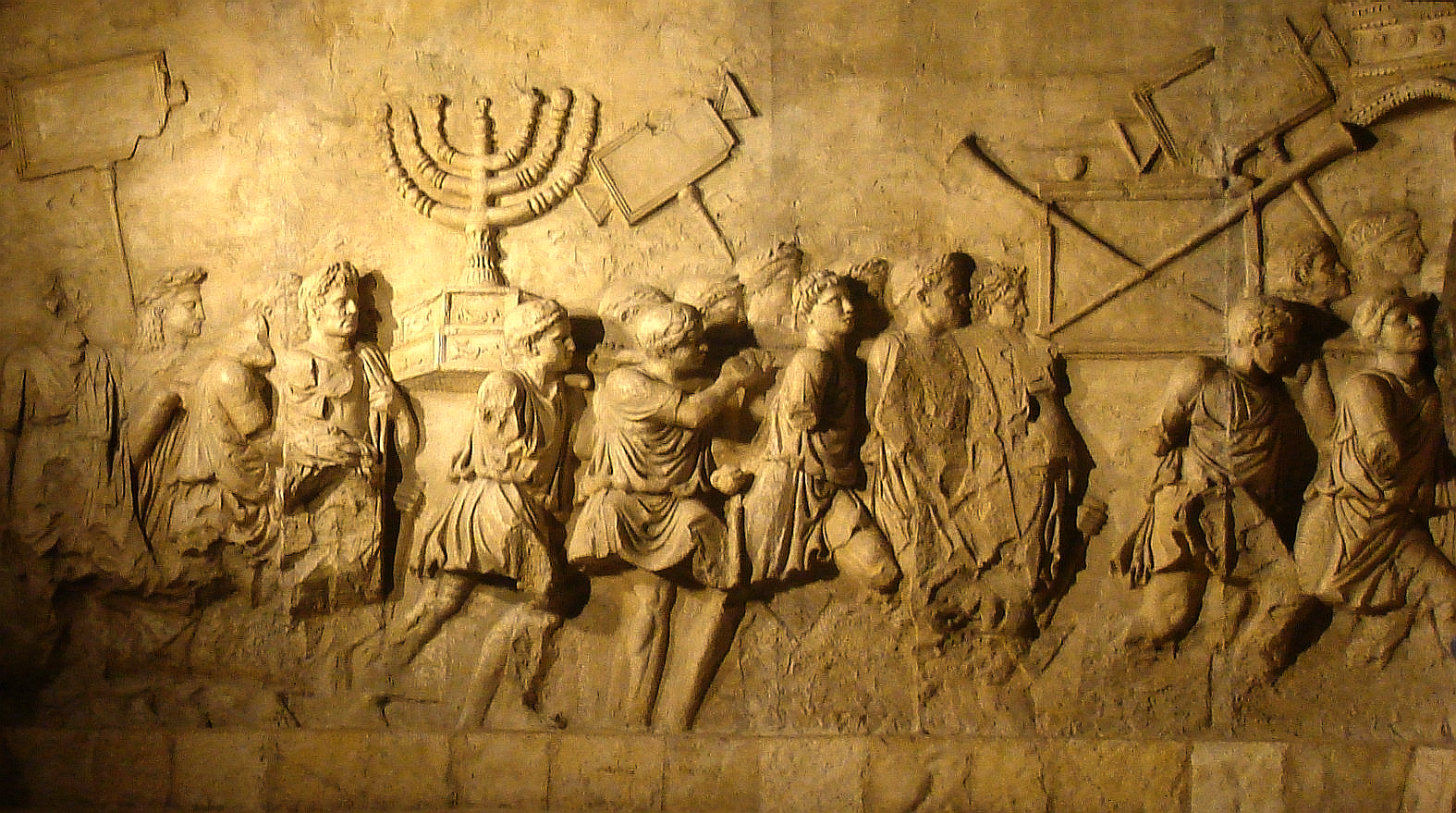
El saqueig de Jerusalem representat en la paret interior de l'Arc de Titus a Roma

La Judea sota el domini romà va ser al principi un regne independent, però a poc a poc el domini sobre la terra Judea es va convertir aquest regne en menys influència hebrea, fins que es va governar directament sota l'administració romana (i va ser rebatejada com la província de Judea), que era sovint cruel i brutal respecte d'aquest territori. L'any 66 DC, els Jueus van començar a rebel·lar-se contra els governants romans de Judea i van anomenar al seu regne "Israel". La revolta va ser derrotada pels emperadors romans Vespasià i Tit Flavi Sabí Vespasià. Els romans van destruir gran part del Temple de Jerusalem i, segons alguns relats, van robar artefactes del temple, com la Menorà. En total, 1.100.000 Jueus van perir durant la revolta i un altre 97.000 van ser deportats captius. Es van lliurar grans batalles a Masada i Gamala. Gamla va ser la capital de districte dels Alts del Golan, primer establert per l'últim rei de la dinastia dels asmoneus. Els ciutadans de Gamla van defensar el seu bastió aferrissadament. Eventualment, al voltant dels 9.000 habitants de la ciutat van ser assassinats. Tots dos llocs històrics de Masada i Gamala han estat excavats i són visitats freqüentment en el modern Estat d'Israel. Els hebreus van seguir vivint a Judea en un nombre significatiu, i se'ls va permetre practicar la seva religió, fins al segle ii, quan Juli el Sever devastà la Judea per sufocar la revolta de Bar Kokhebà. 985 llogarets van ser destruïts. Banejada de Jerusalem, la població jueva va emigrar a Galilea.
Era l'època dels tanaim i dels amoraïm. Les decisions dels tannaïm estan continguts en les compilacions de Mixnà, Beraita, Tosefta, i alguns Midraix. La Mixnà es va completar poc després de l'any 200, probablement per Yehudà ha-Nassí. Els comentaris dels amoraïm a la Mixnà es compilen al Talmud de Jerusalem, que es va completar al voltant del 400 aC, probablement a Tiberiades. El 351, la població jueva a Seforis van començar una revolta sota el lideratge de Patrici en contra de l'imperi de Constanci Gal. La revolta va ser finalment sufocada per Ursici. Segons la tradició, en 359 Hil·lel II va crear el calendari hebreu basat en el cicle lunar. Fins llavors, la comunitat jueva fos de la terra d'Israel depenia del calendari publicat pel Sanedrí, la qual cosa era necessària per al compliment adequat dels dies sants jueus. No obstant això, els missatgers que es comunicaven les seves decisions a les congregacions llunyanes corrien perills durant els viatges degut a les persecucions religioses. Aleshores Hil·lel II decidí oferir un calendari autoritzat per tot el temps futur. L'últim pagà, Julià l'Apòstata, va permetre als jueus tornar a la terra santa de Jerusalem que havien anhelat durant molts anys veure reconstruïda", i reconstruir el seu Temple. No obstant això, aquest no va ser reconstruït.

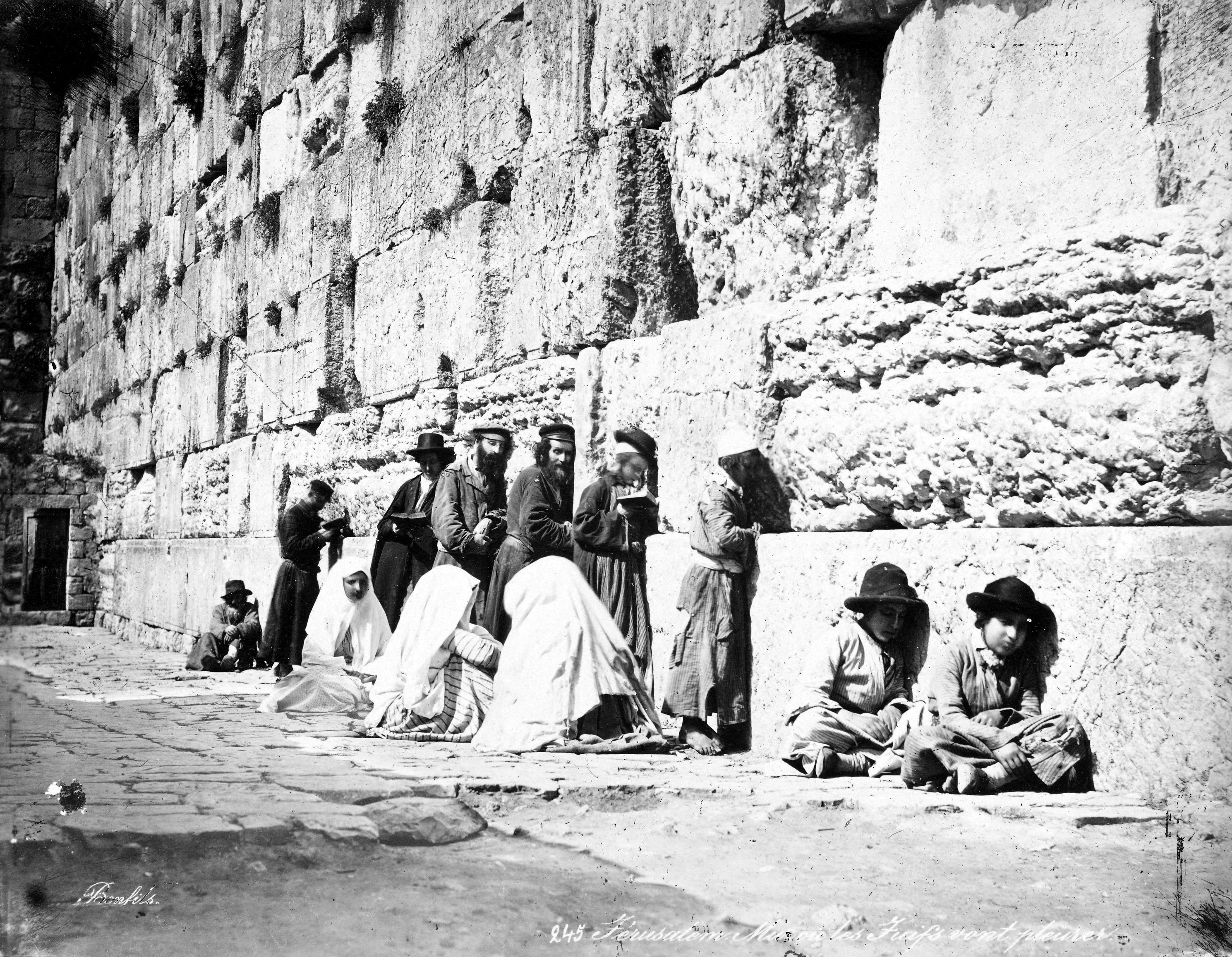
Jueus al Kótel, 1870

## A l'època romana d'Orient (324-638)
Els jueus en aquest moment que estaven vivint a la província de Palestina sota el domini dels romans d'Orient. contra els que es revoltaren dos cops els jueus i tres els samaritans. Sota l'opressió, vivien almenys quaranta-tres comunitats jueves a Palestina: dotze ciutats de la costa, al Nègueb, i a l'est del Jordà, i trenta-un pobles a Galilea i a la vall del Jordà
. El 438, l'emperadriu Eudòxia Augusta va aixecar la prohibició als jueus d'orar al temple i els caps de la Comunitat de Galilea van fer una crida a la gent "gran i poderosa" dels jueus: "Sàpiguen que la fi de l'exili de la nostra gent ha arribat"! Al voltant de 450, es va completar el Talmud de Jerusalem. El 613 es va produir una revolta jueva contra l'Imperi Romà d'Orient amb ajuda dels invasors perses. Els jueus a Jerusalem van adquirir autonomia durant 5 anys, però es van veure frustrats per les seves limitacions. En aquest moment els perses traïren els acords amb els jueus i aquests van ser expulsats de nou de Jerusalem. L'emperador romà d'Orient Heracli va aconseguir superar les forces perses amb l'ajuda del líder jueu Benjamí de Tiberíades. No obstant això, també va traïr els jueus en obligar a fugir milers de jueus de Palestina i cap a Egipte.

## Sota l'imperi islàmic (638-1099)
L'any 638 l'Imperi Romà d'Orient va perdre el control del llevant mediterrani. L'imperi àrab islàmic sota el califa Omar va conquistar Jerusalem i les terres de Mesopotàmia, Síria, Palestina i Egipte. En els diferents règims àrabs, els jueus van patir massacres i es van veure obligats a fugir des dels pobles de l'interior cap a la costa. Ells van ser induïts posteriorment a tornar després als pobles de l'interior, ja que els soldats costaners havien estat "destruïts". No obstant això, els jueus encara controlaven gran part del comerç a Palestina. Segons el geògraf àrab Al-Muqaddasi, els jueus van treballar com a encunyadors de monedes, tintorers, adobadors i banquers de la comunitat. Durant el període fatimita, molts funcionaris jueus van servir al règim. El professor Moshe Gil documenta com en el moment de la conquesta àrab durant el segle vii, la majoria de la població era jueva.

## El període dels croats (1099-1260)
El 1099, juntament amb els altres jueus, els jueus de Jerusalem van defensar vigorosament la ciutat contra els croats. Quan la ciutat va caure, els croats els van reunir en una sinagoga i la van incendiar. A Haifa, els jueus gairebé per si sols van defensar la ciutat contra els croats, estenent la lluita tot un mes, (juny-juliol de 1099). En aquest moment hi ha comunitats jueves disperses per tot el país, inclosa Jerusalem, Tiberíades, Ramal·lah, Ascaló, Cesarea de Palestina i Gaza. Als jueus no se'ls permetia tenir terres en el període de les Croades, però van concentrar els seus esforços en el comerç en les poblacions costaneres durant els temps d'inactivitat. La majoria d'ells eren artesans: bufadors de vidre a la ciutat de Sidó i tintorers a Jerusalem. Durant aquest període, els masorets de Tiberíades van establir l'hebreu com a idioma i la seva ortografia, o niqqud, un sistema de diacrítics que feia servir punts en les vocals de l'alfabet hebreu. Un gran volum de piyutim i midraixim es va originar a Palestina en aquell moment. Maimònides va escriure que el 1165 va visitar Jerusalem i va pujar al Mont del Temple(aleshores anomenat muntanya) i va dedicar-li una oració a la "gran casa santa". A més va establir un dia de festa anual per a ell i els seus fills, el 6 de heixvan, commemorant el dia que va anar a orar a la Muntanya del Temple, i un altre, el 9 de heixvan, commemorant el dia que va anar a resar a la Cova dels Patriarques a Hebron. El 1141 Yehudah Halevi va fer una crida als jueus a emigrar a la Terra d'Israel per tal d'unir-se als mustarabim (jueus que mai van marxar de Palestina) i ell mateix va fer el llarg viatge. Va morir entre 1161 i 1178.
Un grup de 300 jueus encapçalats pels asquenazites d'Anglaterra i França el 1211 van passar moltes penalitats quan van arribar a Terra Santa, ja que no disposaven de prou suport financer i tampoc disposaven de negocis propis per poder guanyar-se la vida. La gran majoria dels pobladors van ser exterminats pels cavallers croats que van arribar el 1219, i a uns pocs supervivents se'ls va permetre viure només a Acre. Els seus descendents es van barrejar amb els jueus residents a Palestina i amb alguns jueus d'origen marroquí, també anomenats magrebim.

## El període mameluc (1260-1517)
L'any 1260-1516, Palestina va formar part de l'Imperi dels mamelucs que van governar primer a Turquia i després a Egipte. El període es va caracteritzar per guerra i aixecaments, vessament de sang i destrucció seguida per lluites internes, segons Maimònides. Els jueus novament van patir persecució i humiliació, però segons els registres en van sobreviure almenys 30 comunitats urbanes i rurals a principis del segle xvi.
Un esdeveniment notable durant el període va ser l'arribada de Bonastruc ça Porta a la Ciutat Vella de Jerusalem el 1267 que des de llavors va tenir una constant presència jueva a Jerusalem, fins a l'ocupació moderna de Jordània el 1948. Bonastruc ça Porta es va instal·lar després a Acre, on va ser molt actiu en la difusió d'estudis jueus, que en aquest moment estava molt descurat a la Terra Santa. Va reunir a un cercle d'alumnes al seu al voltant, i la gent va arribar a patolls, fins i tot des del districte de l'Eufrates, a escoltar-lo. Es diu que els caraïtes han assistit a les seves classes, entre els quals es nomena Aaron-Ben-Josef el Vell, qui més tard es va convertir en un dels majors autoritats Caraïtes. Poc després de la seva arribada a Jerusalem ha dirigit una carta al seu fill: Nahman; en el qual descrivia la desolació de la Ciutat Santa, on hi havia en aquell moment només dos habitants jueus - dos germans, els dos eren tintorers. En una carta posterior d'Acre, ell aconsellava al seu fill conrear la humilitat, virtut que considerava com la primera de les virtuts. En una altra, dirigida al seu segon fill, que ocupava una posició oficial a la cort castellana, Bonastruc va recomanar la recitació de les oracions diàries i li advertia sobretot contra la immoralitat. Bonastruc ça Porta va morir després d'haver superat l'edat de setanta-sis anys, i les seves restes van ser enterrades en Haifa, al costat de la tomba de Jehiel de París. El 1260 el rabí Jehiel de París, va arribar a Palestina juntament amb el seu fill i un nombrós grup de seguidors i es va establir a Acre. Allà es va establir l'acadèmia talmúdica: Midraix Gadol d'Acre. Es creu que va morir el 1265, i està enterrat a prop de Haifa, a la muntanya Carmel.
El 1488, quan el rabí Obadiah ben Abraham va arribar a Palestina i enviava cartes amb regularitat als seus pares a Itàlia, molts jueus que vivien a la diàspora van arribar a considerar ells també la possibilitat d'emigrar a Terra Santa.

## L'època otomana (1517-1917)
L'Enciclopèdia Cambridge d'Orient Mitjà i Àfrica del Nord estima que la població jueva a la regió de Palestina era aproximadament de 10.000 durant la primera meitat de segle de dominació otomana. Els projectes de desenvolupament per reactivar Terra Santa van ser concebuts pels cortesans jueus de Constantinoble, com Don García i Don José Mendes Nasi. Jerusalem, Tiberíades i, sobretot, Safed, es van convertir en centres d'espiritualitat jueva i l'activitat comercial. Molts dels assoliments aconseguits per jueus islàmics durant el segle xvi es van perdre durant els següents 200 anys pel domini otomà, quan aquest esdevingué més ineficient, corrupte i religiosament conservador.
Hi havia trenta comunitats jueves en aquest moment a Haifa, Siquem, Hebron, Ramla, Jaffa, Gaza, Jerusalem, i molts al nord. Safed va esdevenir un centre espiritual. La Càbala va florir entre els sefardites a Safed fins i tot abans de l'arribada d'Isaac Lúria (conegut com "l'Ari"), el seu resident més famós. El 1492 i novament el1498, quan els jueus sefardites van ser expulsats d'Espanya i Portugal, respectivament, alguns ho van prendre com una crida del cel a tornar a la seva pàtria, Palestina. Don José Nasi va tenir èxit a Tiberíades i Safed, al reassentament el 1561 dels jueus sefardites, molts d'ells antics marrans.
El gran Yossef Qaro, autor del Xulkhan Arukh va ser part de l'escola de la Càbala Tzfat. Shlomo Alkabetz, autor de la famosa Lecha Dodi, hi va ensenyar. El seu deixeble Moisés ben Jacob Cordovero autor de Sefer Pardes Rimonim, va realitzar una exhaustiva recopilació dels ensenyaments cabalístiques organitzat en una varietat de temes fins a aquest moment. El rabí Cordovero va encapçalar l'Acadèmia de Tzfat fins a la seva mort, quan Isaac Lúria va saltar a la fama. El rabí Moshe deixeble d'Eliyahu de Vides autor de l'obra clàssica, Reshit Khokhmà, combinant els ensenyaments cabalístics i ninja. Jaim Vital també va estudiar amb el rabí Cordovero, però amb l'arribada del rabí Luria es va convertir en el seu principal deixeble. Vital deia ser l'únic joglar capacitat per transmetre els ensenyaments de l'ari, encara que altres deixebles també va publicar llibres de presentació dels ensenyaments de Luria.
A Safed els jueus desenvoluparen una sèrie de branques de comerç, especialment en grans, espècies i teles. Eren més especialitzats en el comerç de tintura. Situada a mig camí entre Damasc i Sidó a la costa mediterrània, Safed va cobrar particular importància en les relacions comercials a la zona. Els jueus eren al voltant de 8.000 o 10.000 a Safed el 1555 i va créixer a 20.000 o 30.000 abans de finals de segle.
El 1569, el grup de música es va traslladar a Jerusalem, però no s'hi va quedar molt temps, a causa dels impostos que el Govern turc havia imposat. Es va assentar a Safed, on es va convertir en membre actiu del Beth Din presidit per Yossef Qaro, qui el tenia en gran estima. El 1577 es va establir una impremta a Safed. És la primera impressió en Palestina i la primera en Àsia. L'any 1660 els esdeveniments que van envoltar l'arribada de l'autoproclamat mesies Sabbatai Zevi provocaren les massacres dels jueus a Safed i Jerusalem. El terratrèmol de Pròxim Orient de 1759 va destruir gran part de Safed, matant 2.000 persones, amb 190 jueus identificats entre els morts i també tot Tiberiades
(territori fora de Safed). Els deixebles del Gaó de Vílnius es van assentar a la terra d'Israel gairebé una dècada després de l'arribada de dos dels seus alumnes, R. Hayim de Vílnius i R. Israel ben Samuel de Shklov. En total van haver-hi tres grups d'estudiants gaons que van emigrar a Israel. Ells van formar la base de les comunitats ashkenazi de Jerusalem i Safed, coneguda com a Kolel Perushim. La seva arribada va encoratjar un reviscolament ashkenazi a Jerusalem, la comunitat jueva de la qual fins a aquest moment era majoritàriament sefardita. Molts dels descendents dels deixebles es van convertir en figures principals en l'actual societat israeliana. El propi gaó també va marxar a Jerusalem, però més tard per una raó desconeguda va tornar a Vílnius, on va morir poc després.
El 1700, un grup de més de 1.500 jueus asquenazites va ser establert per anar a Terra Santa a instal·lar-se a Jerusalem, En aquell moment, la població jueva de la ciutat vella era principalment sefardita: 200 jueus asquenazites davant d'una comunitat sefardita de 1.000. Aquests immigrants asquenazites nous, havien respost a la petició del rabí Yehudà el Hassid, un savi de Polònia, que passava de poble en poble advocant per un retorn a Palestina per redimir el seu poble. Gairebé una tercera part del grup va morir de misèria i malalties durant el llarg viatge. En arribar a la Terra Santa, van anar immediatament a Jerusalem. En pocs dies el seu líder, el rabí Yehudà el Hassid, va morir. Van manllevar diners als àrabs locals per a la construcció d'una sinagoga, però aviat es van quedar sense fons i sense més diners prestats a causa d'unes taxes d'interès molt altes. El 1720, quan van ser incapaços de pagar els seus deutes, els creditors àrabs van irrompre a la sinagoga, li van calar foc i van destruir les seves cases. Els jueus van fugir de la ciutat i durant el proper segle, qualsevol jueu vestit amb la roba d'asquenazita era objecte d'atacs. Alguns dels jueus asquenazites que es van quedar van començar a vestir-se com a jueus sefardites.
El 1764, el rabí Nahman de Horodenka, es va assentar a Tiberíades. El 1777, els líders hassídics, el rabí Menahem Méndel de Vítsiebsk i el rabí Abraham de Kaliski, al costat dels seus deixebles es van establir allí. Alguns d'ells van començar a arribar el 1780. La majoria es van establir a Safed i Tiberíades, però uns pocs ja havien establert una comunitat asquenazita a Jerusalem, i van reconstruir la sinagoga de Judà. A partir de 1830, dotzenes d'estudiants hassídics es van establir a Palestina, gairebé tots ells a Jerusalem.
Durant el setge d'Acre de 1799, Napoleó va preparar una proclamació que declarava un estat jueu a Israel, encara que en realitat no era prioritat. El setge va acabar amb la derrota de Napoleó a mans dels britànics, i el pla mai es va dur a terme.
La connexió del poble jueu a la terra es va mantenir amb força. El 1888, el professor John William Dawson va escriure:
| « | "Fins avui (1888), cap poble ha aconseguit establir el domini nacional a la Terra d'Israel. Ni la unitat nacional, en l'esperit de nacionalisme, s'hi ha adquirit cap arrel. La multitud mixta de les tribus itinerants que va aconseguir establir-s'hi ho van fer en arrendament, com a residents temporals. Sembla que esperen el retorn dels residents permanents de la terra." | » |

El 1821 Haim Farkhi va formar un exèrcit amb el permís otomà, va marxar cap al sud i va conquistar Galilea. Van ser retinguts en Acre, que van assetjar durant 14 mesos després de la qual cosa es van donar per vençuts i es van retirar a Damasc. El terratrèmol de 1837 va destruir Safed i Galilea, va matar a milers dels seus residents, i els supervivents de la massacre van trobar després refugi a la ciutat de Jerusalem, que des de llavors va esdevenir el centre principal del "Yixuv".

## Mandat Britànic (1917-1948)

Les fronteres del Mandat Britànic en 1920.

Entre 1882 i 1948 una sèrie de migracions jueves al que actualment és Israel, coneguda com a Aliyya, va començar. Aquestes migracions van ser anteriors al període sionista. El 1917, al final de la Primera Guerra Mundial, Israel va canviar de mans del derrotat Imperi Otomà a les forces britàniques d'ocupació. El Regne Unit se li va concedir el control de Palestina (d'Israel avui, Cisjordània, la Franja de Gaza i Jordània) per la Conferencia de Pau de Versalles que va establir la Societat de Nacions en 1919 i va nomenar Herbert Louis-Samuel, ex-director General de Correus del gabinet britànic, qui va ser fonamental en la redacció de la Declaració Balfour, com el seu primer alt comissionat a Palestina. Durant la Primera Guerra Mundial els britànics havien fet dues promeses pel que fa al territori d'Orient Mitjà. Gran Bretanya havia promès als àrabs locals, a través de Lawrence d'Aràbia, la independència d'un país unit àrab que cobriria la major part de l'Orient Mitjà àrab, a canvi del seu suport als britànics en la guerra, i Gran Bretanya s'havia compromès a crear i fomentar una nació jueva en les condicions a la Declaració Balfour de 1917.
El 1947, arran dels creixents nivells de violència, el govern britànic es va retirar de Palestina. El Pla de Partició de l'ONU de 1947 va aconseguir dividir el mandat en dos estats, jueu i àrab, que proporcionaven prop de la meitat de la superfície de terra a cada estat. Immediatament després de l'aprovació del Pla de Partició de les Nacions Unides per l'Assemblea General, els dirigents àrabs palestins van rebutjar el pla per crear, fins ara sense nom, estat jueu i va engegar una guerra de guerrilles.
El 14 de maig de 1948, un dia abans del final del mandat britànic de Palestina, els líders de la comunitat jueva de Palestina dirigida pel primer ministre David Ben-Gurion, va realitzar la declaració d'independència, i l'Estat d'Israel que es va establir sobre la partició corresponent donada per part de la UNSCOP per a l'estat jueu.

### 1948
Amb l'esperança d'aniquilar el nou Estat jueu, els exèrcits de Egipte, el Líban, Síria, Jordània i l'Iraq van envair el territori dividit per a l'Estat àrab, donant començament a la Guerra araboisraeliana de 1948. La creixent força de defensa d'Israel va rebutjar als països àrabs de la part dels territoris ocupats, per així ampliar les seves fronteres més enllà de la partició original donada per la UNSCOP. Al desembre de 1948, Israel controlava la major part de la porció del Mandat de Palestina a l'oest del riu Jordà. La resta del mandat consistia a Jordània, l'àrea anomenada la Cisjordània (controlats per Jordània), i la Franja de Gaza (controlada per Egipte). Abans i durant aquest conflicte, 711.000 àrabs palestins van fugir de les seves terres originals per convertir-se en refugiats palestins,en part, a causa de la promesa dels líders àrabs que tornarien a les seves cases quan guanyéssin la guerra.
La majoria d'israelianes i jueus es refereixen a la guerra araboisraeliana de 1948 com la Guerra de la Independència mentre que la majoria dels ciutadans àrabs d'Israel es refereixen a ella com la Nakba (catàstrofe), un reflex de les diferències en la percepció de la finalitat i els resultats de la guerra.

## La nació moderna d'Israel (des del 1948)

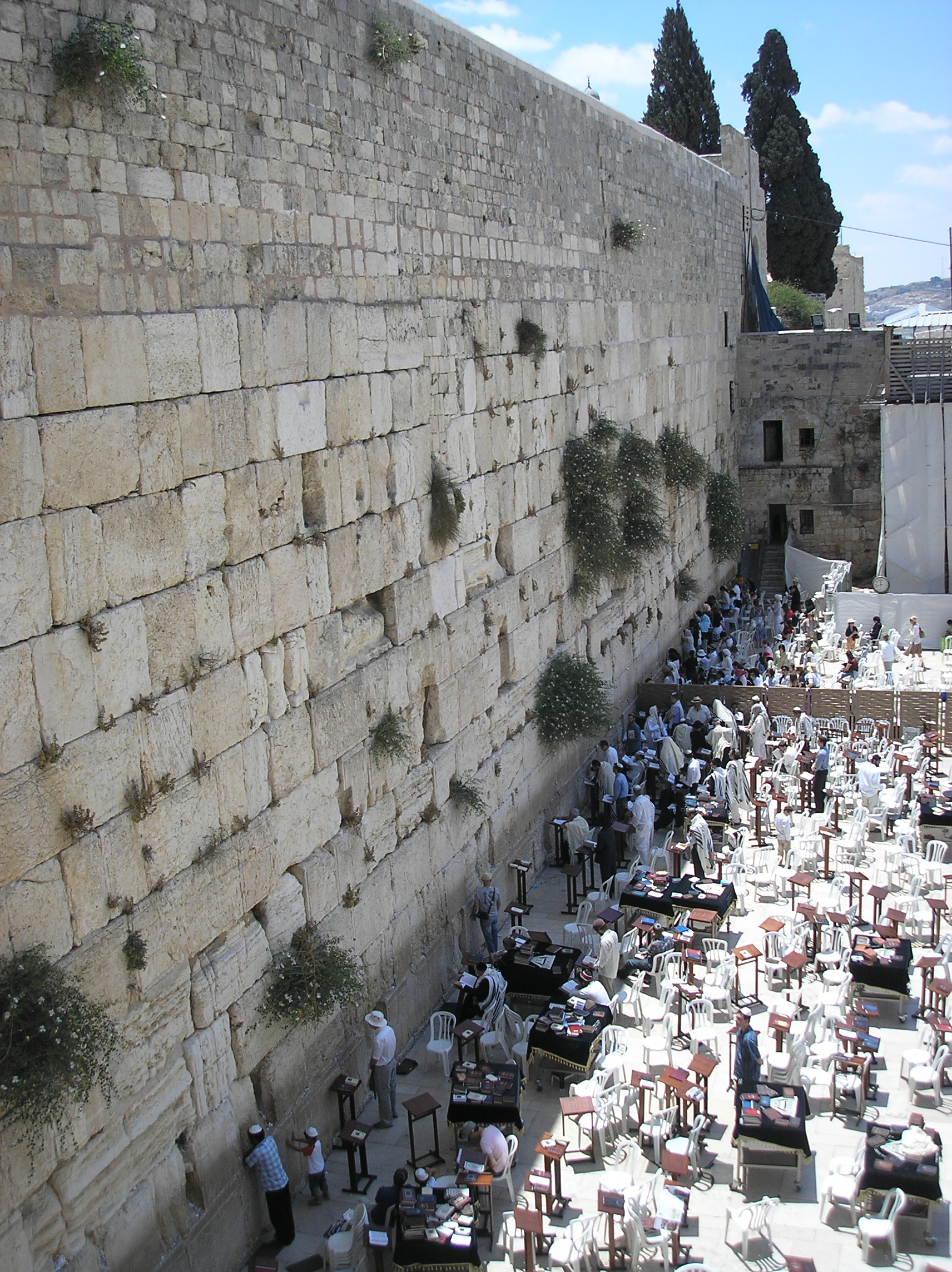
El Mur de les Lamentacions a Jerusalem, 2008

Després de la guerra, només el 14-25% (depenent de l'estimació) de la població àrab va romandre a Israel. Quan Israel es va negar al reingrés de la majoria, i quan les ofertes posteriors de repatriació parcials van ser rebutjades, es van convertir en refugiats (veure refugiats palestins).
Mentrestant, la immigració de supervivents de l'Holocaust i els refugiats jueus de països àrabs va duplicar la població d'Israel dins d'un termini d'un any de la seva independència. Durant els anys següents uns 850.000 sefardites i jueus Mizrahi van fugir o van ser expulsats dels països veïns àrabs i de l'Iran. D'aquests, aproximadament 680.000 es van establir a Israel (Vegeu també l'èxode jueu de països àrabs). La població jueva d'Israel va continuar creixent a una alta taxa molt per anys, alimentada per les ones d'immigració jueva des de tot arreu, sobretot l'ona d'immigració massiva dels jueus soviètics, que va arribar a Israel a principis dels anys 1990 després de la dissolució de la URSS, que, d'acord amb la Llei de la Tornada, tenen dret a convertir-se en ciutadans israelians a la seva arribada. Només el 1990/91 va arribar-hi sobre 380.000. Des de 1948, Israel ha estat involucrat en una sèrie de conflictes militars, inclosa la Guerra de Suez-1956, Guerra dels Sis Dies-1967, Guerra de Yom Kipur-1973, Guerra del Líban-1982, i -Segona Guerra del Líban-2006, així com una sèrie constant de gairebé curs de conflictes menors per preservar els seus interessos nacionals. Israel també s'ha involucrat en un conflicte en curs amb els palestins en els territoris que ha estat sota control israelià des de la Guerra dels Sis Dies el 1967, malgrat la signatura dels acords d'Oslo el 13 de setembre de 1993 i els esforços en curs d'israelians, palestins per la pau mundial.
Malgrat les constants amenaces a la seguretat, Israel ha prosperat econòmicament. Al llarg dels anys 1980 i 1990 va haver-hi nombroses mesures de liberalització: en la política monetària, als mercats nacionals de capital, i en diversos instruments de la interferència governamental dins de l'activitat econòmica. El paper del govern en l'economia es va reduir considerablement. D'altra banda, algunes funcions econòmiques governamentals es van incrementar: un sistema nacional de seguretat social es va introduir, encara que els proveïdors privats de salut va seguir prestant serveis de salut dins del sistema nacional. els pagaments de benestar social, com ara les prestacions per desocupació, subsidis familiars, pensions de vellesa i de suport a la renda mínima, s'han ampliat contínuament, fins que van formar un gran despesa pressupostària. Aquests pagaments de transferència compensada, en gran manera, pel continu creixement de la desigualtat d'ingressos, que s'havia mudat a Israel entre els països desenvolupats amb la desigualtat d'ingressos, almenys a aquells que més tenen. Al 2009, aproximadament 5,6 milions de jueus vivien a Israel, d'una població de més de 7,5 milions d'israelians. La majoria de població jueva d'Israel en l'actualitat viuen a Jerusalem i Tel-Aviv.